# Bledar Sejko
Bledar Sejko (Tirana, 10 de septiembre de 1972) es un guitarrista, compositor y cantante albanés que representó a Albania en el Festival de la Canción de Eurovisión 2013 a dúo con Adrian Lulgjuraj con la canción "Identitet", aunque no pasó a la final. También estuvo en el escenario de Eurovisión 2011 junto a Aurela Gaçe.

## Biografía
Comenzó a tocar la guitarra a los 12 años y en 1987 debutó en un festival en Turquía. Actuó por primera vez en el Festivali i Këngës en 1989, quedando segundo a trío con Morena Reka y Redon Makashi con el tema Jemi zemra e çdo moshë. Ese mismo año formó un grupo junto a Redon Makashi y Elton Deda aún bajo la dictadura en la clandestinidad, en la Albania comunista no estaba permitido grabar, interpretar o difundir música pop. En 1990 fue fundador de la banda Megahertz, el primer grupo de rock albanés de la historia.  Entre 1992 y 1995 fue guitarrista de la banda Thunder Way, participando en el festivali i Këngës de 1992 con el tema Legjienda e Heroit (en español: La leyenda del héroe), quedando en última posición. En 1995 ganaron un festival de rock albanés. El grupo se dislovió cuando descubrieron que su gerente les engañó quedándose con todo el dinero de las ventas. En 1996 se trasladó a Grecia haciendo conciertos en bares y cafeterías. Entre 1997 y 2003 estuvo viviendo en Italia. En 2005/06 formó parte de la orquesta del programa de la televisión albanesa Top Show. En 2011 hizo coros a Aurela Gaçe en Eurovisión.
Su alias es Qepa (en español, cebolla). Enseñó a tocar la guitarra a Makashi y es considerado el más importante intérprete del instrumento en Albania.
A finales de 2012 se presentó junto a Adrijan Ljuljduraj al Festivali i Këngës 2012 con la canción Identitet (Identidad), lo que les permió representar a Albania en Eurovisión 2013. La canción fue acusada de ser un plagio de Plavi Safir, del cantante serbio Bajaga, extremo que fue negado por los dos intérpretes, contando con el apoyo de la televisión albanesa. Adrian y Bledar quedaron en el puesto 15 en la segunda semifinal en Malmö, sin posibilidad de actuar en la gran final. Consiguieron 31 puntos (10 de ARY Macedonia, 8 de Grecia, 6 de San Marino, 5 de Suiza y 2 de Azerbaiyán). En 2014 volvió al Festivali i Këngës a dúo con Jozefina Simoni con el tema Mendje trazi, no logrando ganar el certamen.